# Bérénice Marlohe

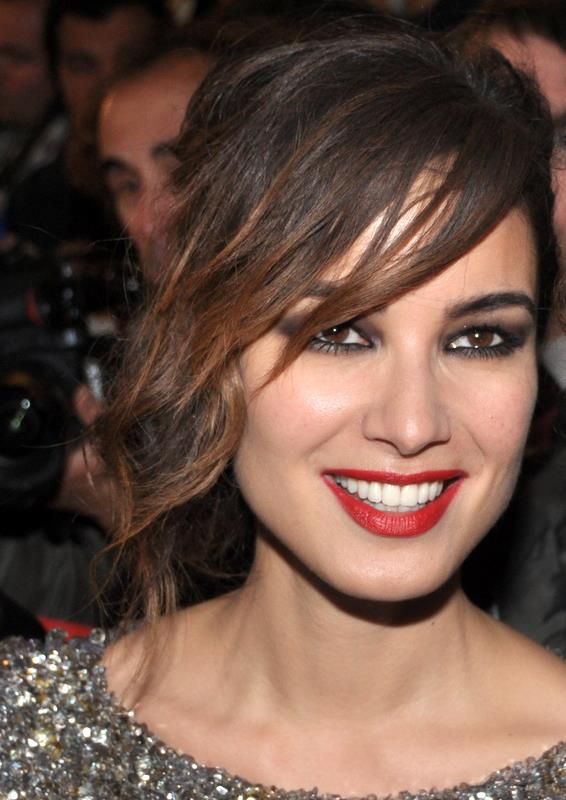
Bérénice Marlohe 2012 bei der Premiere des Films Skyfall in Frankreich

Bérénice Lim Marlohe (* 19. Mai 1979 in Paris) ist eine französische Schauspielerin und Model, die 2012 als Bondgirl Sévérine im 23. James-Bond-Film James Bond 007: Skyfall Bekanntheit erlangte.

## Leben
Marlohe wurde in Paris geboren. Ihr Vater, ein Arzt, hat chinesische und kambodschanische Wurzeln, ihre französische Mutter ist Lehrerin. Marlohe wollte ursprünglich Pianistin werden.
Marlohe begann ihre Schauspielkarriere 2007 in französischen Fernsehproduktionen. Sie spielte unter anderem in dem Film La Discordance und in zwei Folgen der Serie R. I. S. – Die Sprache der Toten. 2012 war sie neben Sophie Marceau in der Komödie Und nebenbei das große Glück zu sehen; ihr Name wurde allerdings nicht im Abspann erwähnt. 2012 spielte sie neben Daniel Craig im 23. James-Bond-Film Skyfall. Der Film war ein Kinoerfolg und verschaffte ihr auch international Aufmerksamkeit und weitere Filmrollen, unter anderem in Terrence Malicks Drama Song to Song (2017).

## Filmografie (Auswahl)
- 2007: La Discordance
- 2008: Pas de secrets entre nous (Fernsehserie, eine Folge)
- 2008: Femmes de loi (Fernsehserie, eine Folge)
- 2008: Crime Scene Riviera (Section de recherches)  (Fernsehserie, eine Folge)
- 2009: Le Temps est à l’orage (Fernsehfilm)
- 2009: Père et maire (Fernsehserie, eine Folge)
- 2009–2012: R. I. S. – Die Sprache der Toten (R.I.S. Police scientifique, Fernsehserie, 2 Folgen)
- 2010: Le Pigeon (Fernsehfilm)
- 2010: Équipe médicale d’urgence (Fernsehserie, 6 Folgen)
- 2011: L’art de séduire
- 2012: Und nebenbei das große Glück (Un bonheur n’arrive jamais seul)
- 2012: James Bond 007: Skyfall (Skyfall)
- 2014: Von 5 bis 7 – Eine etwas andere Liebesgeschichte (5 to 7)
- 2015: The Spoils Before Dying (Fernseh-Miniserie, 6 Folgen)
- 2017: Song to Song
- 2017: Kill Switch
- 2017: Twin Peaks (Fernsehserie, Folge 3x12)
- 2017: Maschinenland – Mankind Down (Revolt)
- 2019: Valley of the Gods